# Павло Сапіга (київський каштелян)
Павло Сапіга (пол. Paweł Sapieha; пом. 1580) — державний і військовий діяч Литовсько-Руської держави й Речі Посполитої. Представник білорусько-литовського роду Сапіг гербу Лис. Перший київський каштелян. Православний за віросповіданням.

## Життєпис
Походив з білорусько-литовського роду Сапіг гербу Лис. Син Івана Богдановича Сапіги, вітебського воєводи, і Ганни Сангушко. Про молоді роки нічого невідомо.
1560 року отримав Любецьке староство, натомість повинен був організувати захист прикордоння від татар і московитів. 1566 року призначений каштеляном Києва (став першим на цій посаді).
Був противником Люблінської унії 1569 року, внаслідок чого утворилося Республіка Обох Націй (Річ Посполита). Втім намагався повернути втрачені землі на користь Королівства Польського.
1572 року як сенатор Речі Посполитої вів перемовини з французькими послами з приводу повернення до складу Великого князівства Литовського Брацлавського, Київського і Волинського воєводств у разі обрання на трон Речі Посполитої Генріха Валуа. 1573 року підтримав останнього на виборному (елекційному) сеймі.
Згідно з його свідчень, він заснував власним коштом місто і замок Лоєва Гора, що лежало на татарському шляху і мало убезпечувати литовський кордон як з боку Чернігова (який на той час належав до Московської держави), так і захищати державу від нападів татар.
Після втечі короля Генріха з Речі Посполитої разом з брацлавським воєводою Андрієм Вишневецьким та Стефаном Збаразьким відтягував момент формального початку безкоролів'я, а потім підтримував кандидатуру Ернеста Габсбурга. Лише в липні 1576 року під час Книшинського з'їзду перейшов на бік Стефана Баторія.
Брав участь у підсумковому етапі Лівонської війни.
Помер у 1580 році. Сина Яна Петра поховали, як і заповів, поряд із батьками у православній церкві в дідичному селі Лейпунах (нині Лейпалінгіс, Литва).

## Родина
Дружина — Ганна, донька Григорія Ходкевича, великого гетьмана литовського. Діти:
- Ян Петро (1569—1611), королівський ротмістр,
- Павло,
- Софія,
- Єлизавета,
- Ганна.